# Flugabwehrkommando 3
Das Flugabwehrkommando 3 war eines der Flugabwehrkommandos des Heeres der Bundeswehr. Der Stabssitz war Koblenz. Das Kommando war Teil der Korpstruppen des III. Korps.

## Aufträge
Das Flugabwehrkommando bündelte auf Ebene des Korps die Kräfte der Heeresflugabwehrtruppe. Hauptwaffensysteme des unterstellten Regiments waren um 1989 der Flugabwehrraketenpanzer Roland und die Fliegerfaust 1. Die nicht aktiven und erst im Verteidigungsfall mobil zu machenden unterstellten Flugabwehrbataillone verfügten dagegen um 1989 „nur“ über 40mm Flugabwehrkanonen L/70. Im Verteidigungsfall sollten neben wichtigen Einrichtungen der Korpsführung und der Korpstruppen, also beispielsweise Gefechtsstände, Flugplätze und Feuerstellungen der Korpsartillerie, Truppenteile im gesamten Gefechtsstreifen des Korps gegen feindliche Luftfahrzeuge geschützt werden. Daher sollte das Flugabwehrkommando nicht geschlossen eingesetzt werden, sondern konnte lageabhängig weiträumig disloziert und in ad-hoc zusammengestellten Flugabwehrkampfverbänden geführt werden.
Daneben verfügten auch die Divisionstruppen jeder unterstellten Division in der Heeresstruktur IV über jeweils ein Flugabwehrregiment. Diese verfügten jedoch um 1989 neben der Fliegerfaust 1 „nur“ über Flugabwehrkanonenpanzer Gepard, dessen Reichweite und Kampfkraft hinter dem Flugabwehrraketenpanzer Roland zurückblieb.
Insgesamt entsprach die Größe des Flugabwehrkommandos mit etwa 2100 Angehörigen in etwa 50 % der Stärke einer der Brigaden des Feldheeres.

## Gliederung

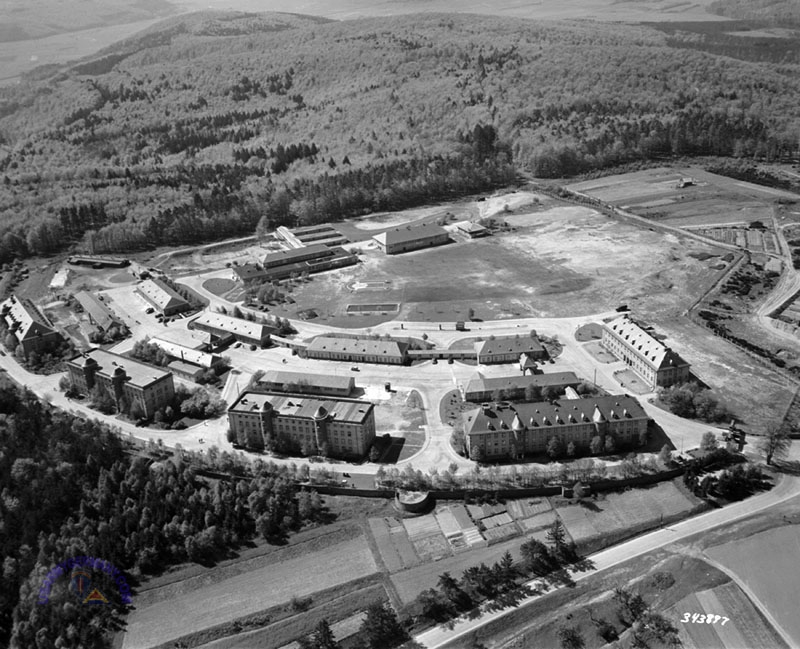
Standort in Marburg: Die Tannenberg-Kaserne

Um 1989 gliederte sich das Flugabwehrkommando grob in:
- Stab/Stabsbatterie Flugabwehrkommando 3, Koblenz
  -  Flugabwehrregiment 300, Marburg
  -  Flugabwehrbataillon 330 (GerEinh), Marburg
  -  Flugabwehrbataillon 340 (GerEinh), Marburg

## Geschichte
Das Flugabwehrkommando 3 wurde 1972 zur Einnahme der Heeresstruktur IV in der Fritsch-Kaserne in Koblenz aufgestellt. Zur Aufstellung wurde das Korpsflugabwehrkommandeur 3  herangezogen, der bereits seit 1960 von Koblenz aus die Belange der Flugabwehr im Korps bearbeitete.
Das Flugabwehrkommando 3 wurde nach Ende des Kalten Krieges 1993 etwa zeitgleich mit der Außerdienststellung des III. Korps aufgelöst.

## Verbandsabzeichen

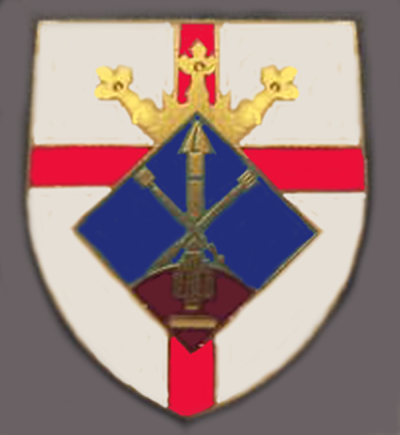
Internes Verbandsabzeichen des Stabes/Stabsbatterie

Das Flugabwehrkommando führte aufgrund seiner Ausplanung als Teil der unselbständigen Korpstruppen kein eigenes Verbandsabzeichen. Die Soldaten trugen daher das Verbandsabzeichen des übergeordneten Korps.
Als „Abzeichen“ wurde daher unpräzise manchmal das interne Verbandsabzeichen des Stabes und der Stabsbatterie „pars pro toto“ für das gesamte Flugabwehrkommando genutzt. Der Hauptschild zeigte als Hinweis auf den Stationierungsraum das Koblenzer Stadtwappen mit dem Trierer Kreuz und der Krone Marias. Der aufgelegte rautenförmige Schild zeigte als Hinweis auf die Truppengattung den Fla-Himmel, die Waffenfarbe der Heeresflugabwehrtruppe, sowie eine Flugabwehrrakete und zwei Rohre einer Flugabwehrkanone ähnlich wie im Barettabzeichen der Heeresflugabwehrtruppe. Der aufgelegte Schild wurde ähnlich als internes Verbandsabzeichen des Stabes und der Stabsbatterie der Flugabwehrbrigade 100 fortgeführt.